# Mustelus norrisi
La musola viuda (Mustelus norrisi) es un tiburón de la familia Triakidae, que habita en las plataformas continentales del Atlántico subtropical occidental desde Florida y el norte del golfo de México hasta Venezuela, además del sur de Brasil, entre las latitudes 32° N y 36º S, desde la superficie hasta los 100 m de profundidad. Su longitud máxima es de 1,1 m.